# Anto Ćosić
Antonije - Anto Ćosić (Banja Luka, 21. avgust 1928. — Okučani, 1. jun 1998) bio je hrvatski, bosanskohercegovački i jugoslovenski pjesnik, pripovjedač, dramski pisac, književni kritičar, pisac za djecu i političar. Najveći dio radnog vijeka Ante Ćosića je vezan za Banju Luku.

## Biografija
Rođen je 21. avgusta 1928. godine u Banjaluci, gdje je završio osnovu školu i gimnaziju. Studirao je i završio Filozofski fakultet u Zagrebu 1953, gdje je i magistrirao 1978, te doktorirao 1988. godine. Naslov disertacije je „Krležina ratna novelistika“. Radio je kao profesor, najprije u banjalučkoj Gimnaziji, a nakon toga je bio dugogodišnji profesor književnosti u Medicinskoj školi.
U višedecenijskom radu pisao je književnu, pozorišnu i filmsku kritiku, te mnoga djela prevodio s italijanskog jezika. Pisao je pjesme: lirske, dječje, šaljive, epigrame; pripovijetke, komedije, eseje, reportaže, humoreske, aforizme. Bavio se i naučnim radom. (v. opširnije ispod)
U vrijemenu demokratizacije političke klime u Jugoslaviji, politički je aktivan i učestvuje u političkom organizovanju banjalučkih Hrvata. Postaje prvi predsjednik banjalučkog ogranka Hrvatske demokratske zajednice (HDZ) 1990. godine, a ujedno je i jedan od osnivača HDZ-a na nivou SR Bosne i Hercegovine. No, na ovoj funkciji ne ostaje dugo vremena, jer je već sljedeće godine sa nje smijenjen. Na mjesto predsjednika HDZ u Banjoj Luci tada dolazi Nikola Gabelić, koji je pripadao „čvrstoj“ liniji unutar HDZ glede tadašnjih glavnih političkih pitanja. Ćosić je većinu rata u BiH proveo u Banjoj Luci, a u kontekstu etničkog čišćenja ne-Srba u ovom gradu, protjeran je avgusta 1995. godine na teritoriju Hrvatske. Nastanio se u Okučanima, gdje je počeo da radi kao seoski učitelj. Ovdje je i preminuo 1. juna 1998. godine.

## Djelo
Ćosić je u pjesmama znao biti samoironičan, ali i ironičan, sarkastičan, osjećajan i tužan. Među njegovim važnijim izdanjima su: „Lirski mozaik“ (1955), „Šumski razbojnik“ (1957), „Nečujne oluje“ (1961), „Ljubav, auto i meko srce“ (1962), „Vrtić ljubavi“ (1962), „Mjesečar“ (1966), „Crveni kaputić“ (1969), „Kraja nema“ (1971), „Putovanje Ale Kirije“ (1972), „Čudaci moga djetinjstva“ (1991), „Ne možeš živjeti vječno“ (1998).
Autor je komedije „Brak nije isključen“ koja je izvedena u banjalučkom teatru 1962. godine. Tokom 1994. godine objavio je tri bibliofilska izdanja u biblioteci Katakombe: „Bakin prijatelj“, „Plave pjesme“ i „Pilule (epigrami)“. Posthumno, 2000 godine, u Zagrebu je objavljen Ćosićev banjalučki ratni dnevnik pod naslovom „Vrijeme mraka“ (predgovor dnevniku je napisao novinar Aleksandar Ravlić).

### Izabrana bibliografija
- Lirski mozaik. Banja luka: [b.i.], (Banja Luka : Glas). 1955.  38546439  23848454
- Šumski razbojnik. Banja Luka: A. Ćosić, (Banja Luka : Glas). 1957.  247370764  23859718
- Nečujne oluje. Banja Luka: Književni klub, (Banja Luka : Glas). 1961.  8508422  8508422  8508422
- Vrtić ljubavi. Banja Luka: Književni klub, (Banja Luka : Glas). 1962.  8851462  8851462  8851462
- Ćosić, Anto; Dijak, Vlado (1962). Ljubav, auto i meko srce. Banja Luka: Književni klub, (Banja Luka : Glas).  8650246  8650246  8650246
- Mjesečar. Sarajevo: Veselin Masleša, (Sarajevo : Oslobođenje). 1966.  2020631
- Crveni kaputić. Banja Luka: Glas, (Banja Luka : Glas). 1969.  1537816
- Kraja nema. Banja Luka: Književni klub, (Banja Luka : Glas). 1971.  109905159  2020375
- Putovanje Ale Kirije. Banjaluka: Glas. 1982.  21750535  21750535  21750535
- Krležina ratna novelistika : doktorska disertacija. Banja Luka: [A. Ćosić]. 1985.  28493071  435745
- Čudaci moga djetinjstva. Banja Luka: Udruženje književnika BiH, Podružnica Banja Luka, (Banja Luka : Glas). 1991.  7511320
- 125. obljetnica trapističke opatije "Marija Zvijezda" u Banjaluci : (1869-1994). Banjaluka: Biskupski ordinarijat : Trapistička opatija "Marija Zvijezda". 1994.  512142988
- Vrijeme mraka: banjalučki dnevnik ; [predgovor Aleksandar Ravlić]. Zagreb: Vikarijat Banjalučke biskupije. 2000. Архивирано из оригинала 05. 09. 2020. г. Приступљено 25. 12. 2019.
- Banjalučka elegija : izabrane pjesme ; [izbor Maja Ćosić; Edicija Pečat ; knj. 3]. Banja Luka: Hrvatski kulturni centar : Humanitarno kulturna udruga "Danica". 2004.  209654791

## Refrence
1. 1 2 3 4 5 6   (2004). . korice.
2. 1 2 3 4 5 6 7
3. ↑   (1985)
4. ↑   (1996). . 22;24—25.
5. ↑   (2000). . 13—14.
6. ↑   (1996). . 27.
7. ↑   (2000). . 6;11;107—112.
8. ↑   (2000). . 107.
9. ↑   (2000). . 2—8.

## Literatura
- Ćosić, Anto (1985). Krležina ratna novelistika : doktorska disertacija. Banja Luka: [A. Ćosić].  28493071  435745
- Ćosić, Anto (2000). Vrijeme mraka: banjalučki dnevnik ; [predgovor Aleksandar Ravlić]. Zagreb: Vikarijat Banjalučke biskupije. Архивирано из оригинала 05. 09. 2020. г. Приступљено 25. 12. 2019.
- Ćosić, Anto (2004). Banjalučka elegija : izabrane pjesme ; [izbor Maja Ćosić; Edicija Pečat ; knj. 3]. Banja Luka: Hrvatski kulturni centar : Humanitarno kulturna udruga "Danica".  209654791
- Bursać, Dušan (1962). Lirika devetorice : panorama banjalučke poezije / [uredio i predgovor napisao Miljko Šindić]. Banjaluka: Književni klub : Glas, (Banjaluka : Glas).  8550150  8550150  8550150
- Vrelo ljepote : antologija bosanskohercegovačke poezije za djecu / [priredio Šimo Ešić]. Tuzla: Bosanska riječ ; Wuppertal : Das Bosnishe Wort. 2008.  2887974  2887974
- Vrelo ljepote : antologija bosanskohercegovačke poezije za djecu / [priredio Šimo Ešić]. Podgorica: Udruženje književnih prevodilaca Crne Gore, (Cetinje : IVPE). 2015.  26669072
- Krzić, Muharem (1996). Zločini nad banjalučkom krajinom '92-'94. Zenica: Bemust, (Sarajevo : Alden-print).  129052172  129052172  417322
- Krzić, Muharem; Selak, Osman; Gušić, Bedrudin; Sadiković, Muhamed; Todorovac, Hamdija (2003). Svjedočiti zločin i bosnoljublje. Sarajevo: Bošnjačka liga, Pokret za ravnopravnost, (Sarajevo : Bemust).  12356614  12356614